# アイラウの戦い
アイラウの戦い（アイラウのたたかい、英: Battle of Eylau）は、1807年2月7日から2月8日にかけて東プロイセン南部の小さな村アイラウ（Eylau　現：バグラティオノフスク）の付近でおこなわれた会戦。当時としては異例の冬季に発生した。その原因はフランス軍の補給状態の悪化にあり、まだ補給が続く内にイエナ・アウエルシュタットの戦いで勝利したフランス軍が余勢を駆って、残余の敵を撃滅するための短期決戦が望まれていたからである。
イエナの戦い・アウエルシュタットの戦いでプロイセン軍を撃破した後、ナポレオン・ボナパルトは75,000の兵でポーランドへ逃げたプロイセン軍（レストク将軍指揮下の残余9,000）と、その援軍に現れたベニグセン将軍麾下のロシア軍（69,000）に決戦を挑んだ。しかし、吹雪や情報不足（一方、フランスの伝令がコサック騎兵に命令書ごと捕獲されたことで、フランス側の動きは連合軍に捕捉されていた）でフランス軍は苦戦を強いられた。

## 2月6日 - 2月7日、前哨戦
プロイセンに援軍として派遣されたものの、形勢不利と見たロシア軍はフランス軍との交戦をさけて後退を続けていた。だが、2月6日、ホフでの小規模戦闘でミュラ、スールトの両軍団がロシア軍と交戦。ロシア側は兵2,000と砲5門を失った。
翌7日、ロシア軍を率いるベニグセン将軍はアイラウ村で後退を止めて防御態勢に入る。これを見たナポレオンは全軍をアイラウ村の西方尾根上に展開させた。
アイラウ村は東西を小高い尾根に挟まれた小村で、小川や池があるが会戦当時、積雪や寒気によってそれらは凍結し、その上は歩兵はおろか砲すら通行可能であった。折から寒気は厳しく、両軍の兵は寒さに震え上がっていた。気象条件も悪く、吹雪が舞っているので兵士達は「この天候では当分、戦端は開かれない」と、もっぱら暖を取るのに忙しかった。
フランス軍は3軍団39,000+親衛隊6,000に対して、ロシア軍は8個師団67,000。劣勢のフランス軍は、当日攻撃を仕掛ける予定はなかった。攻撃は後続のダヴーの第三軍団15,000と、プロイセン軍を追撃中のネイの第六軍団15,000が到着した後に行うべく連絡を取ったのである。だが命令はネイの元に届かず、これがナポレオンにとって第一の誤算となる。
7日に戦闘が開始されたのは偶発的であった。夕刻に到着したナポレオンの随員が、不用意にもロシア軍の前哨線に引っかかり敵軍の攻撃を受けたのが第二の誤算であった。これを見たフランス軍老親衛隊の一部が随員一行を救出すべく打って出たのだが、この『フランス親衛隊動く』の報はベニグセンの判断を狂わせた。ベニグセンはこれをアイラウ村奪取の動きと判断して、直ちにオステルマン将軍へ砲兵による支援射撃を行わせると共に、歩兵も前線へと投入した。これにフランス砲兵隊も猛然と応射。両軍は全くの偶然から、突発的に戦端を開いてしまったのである。
吹雪のただ中、ミュラー、スールトの両軍団投入の結果、ロシア軍はアイラウ村から駆逐された。しかしベニグセンは夜半、自軍を敗走ではなく秩序を保ったまま後退させており、フランス軍はロシア軍に決定打を与えてはいなかった。
両軍の損害はそれぞれ4,000に達したが、これは前哨戦に過ぎなかった。

## 2月8日、猛吹雪での決戦
いわゆるアイラウの戦いの当日である8日、ロシア軍はアイラウ村東の尾根に再編成した自軍を展開していた。天候は変わらず吹雪である。
戦闘は夜明け直後のロシア軍の先制砲撃から開始された。砲撃に加えてスールトの第四軍団はトゥチコフ将軍の歩兵とマルコフ将軍の騎兵に押されまくり、ようやく右翼に駆け付けたタヴー第三軍団の前衛部隊も前進を阻まれてしまう。尾根に陣取る敵に対して、下から撃ち上げるフランス砲兵隊は射程が短くなるため砲撃は有効打を与えられなかった。またロシア軍の砲460門に対して、フランス軍は砲200門と砲の数でも遥かに劣勢だった。
この状況を観察したナポレオンは午前10時、予備として控えていたオージュロー元帥の投入を決意する。だが猛吹雪の中、オージュロー第七軍団の隊列は乱れて方向を見失い、気が付いた時にはザッケン将軍麾下のロシア軍砲兵隊（砲72門）の真正面に位置していた。砲からケースショット（キャニスター弾）の猛射が浴びせられ、そこへ「ウラー!」の叫びと共にロシア兵が突っ込んでくる。オージュローの第七軍団は兵4,000の犠牲を出して瞬時に潰走してしまった。
オージュロー軍団の敗退はフランス全軍を揺るがしたが、ナポレオンは慌てずにミュラー元帥の騎兵団を投入する。本会戦におけるミュラーの騎兵突撃は「戦史の中でもっとも苛烈な騎兵突撃」と評されるほどで、ロシア軍の第一線を破り、第二戦も突破するや反転し、第二線を背後から突いて暴れ回った。これが一つの転機となり、フランス軍は全軍崩壊の危機を脱する。
時間と共に、タヴーの軍団も前衛に引き続いて右翼に続々と到着しており、フランス軍はようやく一息付ける形となった。しかし、レストク将軍率いるプロイセン軍9,000も同時に戦場に到着しており、戦況は予断を許さなかった。一進一退を繰り返す中、仏露両軍は対峙したまま日没を迎える。
ナポレオンは自軍の情勢が不利であることを省みて「このままだと、退却もやむなし」を決意していた。退却は甚だ不本意である。ロシア側はここぞとばかりに『ナポレオン不敗神話の終焉』を宣伝するだろうからだ。だが、ナポレオンはこのポーランド片田舎の雪中で、手塩にかけて育てた大陸軍（ラ・グランダルメ）の軍勢をすり潰す訳にはいかなかったのだ。
しかし、事態は思わぬ方向へと動く。ベニグセンはフランス軍の力を誤認し、その夜の内に全軍を撤退させてしまったのである。
これを知ったナポレオンは即座に大勝利の報をパリへと送ったが、無論、本当の勝利は掴んでいなかった。

## 結末
ロシア軍の攻撃によりオージュロー元帥が重傷を負うなど、あやうくフランスの大敗北になるところであった。死傷者はプロイセン・ロシア連合軍の15,000名に対してフランス軍は25,000名と、損害はフランス軍の方が多い。
この会戦で常勝フランス軍が痛み分けに甘んじたことはヨーロッパ中に知れ渡ったが、その後ナポレオンは軍を立てなおし、雪解け後の5月27日にプロイセンが守るダンツィヒを攻略（ダンツィヒ攻囲戦）し、6月14日にフリートラントの戦いでロシアに大勝した。

## 参考文献

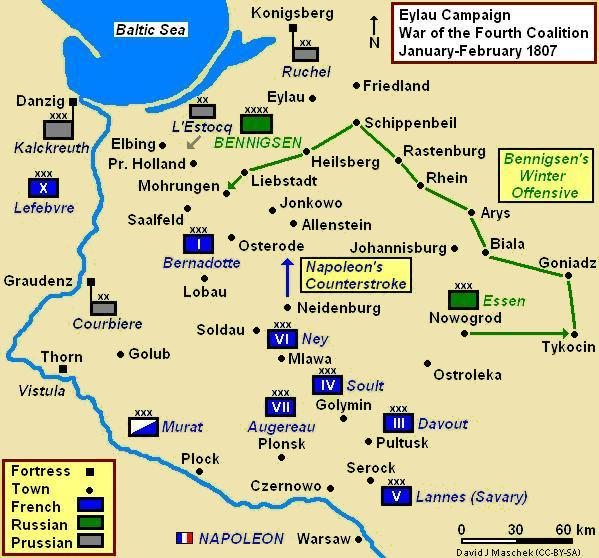
2月25日までの両軍の動き

## 作品
- 『キング・オブ・キングス』（原題『ナポレオン』） - イタリア・ドイツの合作テレビ映画（2002年）。アイラウ戦の描写があり、ミュラーの騎兵突撃シーンを見ることが出来る。